# Огъста (окръг, Вирджиния)
Вижте пояснителната страница за други значения на Огъста.
Окръг Огъста (на английски: Augusta County) е окръг в щата Вирджиния, Съединени американски щати. Площта му е 2515 km², а населението - 70 910 души (2006). Административен център е град Стантън.